# Maratón de Lima
La Maratón de Lima (También denominada como Maratón Lima 42k o simplemente Lima 42k) es un evento deportivo realizado en las calles de la ciudad de Lima, Perú donde compiten corredores aficionados y profesionales en las categorías de 10 km, 21 km (media maratón) y 42 km (maratón). Su primer edición se corrió el 21 de mayo de 2009 siendo ganada en categoría masculina por el atleta keniata Anthony Mbithi Mukuthi y en categoría femenina por la atleta boliviana Carla Velázquez.
La Maratón de Lima cuenta con el aval de la World Athletics con sello Elite, siendo junto con la Media Maratón de Lima las únicas carreras peruanas avaladas por la World Athletics y siendo ésta la única maratón peruana (42K) con dicho aval. Así mismo a 2025, la Maratón de Lima es junto a la Maratón de Cali una de las dos maratones con aval Elite de la World Athletics en Suramérica.

## Palmarés

### Maratón, Categoría General
Vencedores y tiempos registrados en 42 km en las diferentes ediciones del evento.
Referencias:      Mejor marca de la carrera
| Edición   | Fecha                                               | Vencedor masculino                                  | Tiempo (h:m:s)                                      | Vencedora femenina                                  | Tiempo (h:m:s)                                      |
| --------- | --------------------------------------------------- | --------------------------------------------------- | --------------------------------------------------- | --------------------------------------------------- | --------------------------------------------------- |
| 2009      | 21 de mayo de 2009                                  | Anthony Mbithi Mukuthi                              | 2:24:32                                             | Carla Velázquez                                     | 3:04:49                                             |
| 2010      | 2 de mayo de 2010                                   | Festus Kioko Kikumu                                 | 2:23:27                                             | Lady Morales Quinto                                 | 2:51:09                                             |
| 2011      | 15 de mayo de 2011                                  | Peter Lemayian Nkaya                                | 2:16:58                                             | Lady Morales Quinto                                 | 2:51:20                                             |
| 2012      | 20 de mayo de 2012                                  | Isaac Kemboi Kimaiyo                                | 2:15:59                                             | Olinda Canchanya                                    | 2:58:50                                             |
| 2013      | 19 de mayo de 2013                                  | Isaac Kemboi Kimaiyo                                | 2:19:13                                             | Ogla Jerono Kimaiyo                                 | 2:40:38                                             |
| 2014      | 18 de mayo de 2014                                  | Simon Kariuki Njoroge                               | 2:13:39                                             | Gladys Jebet Ruto                                   | 2:46:21                                             |
| 2015      | 17 de mayo de 2015                                  | Julius Muriuki Wahome                               | 2:17:38                                             | Mirriam Wangari                                     | 2:41:40                                             |
| 2016      | 15 de mayo de 2016                                  | Nicholas Manza Kamakya                              | 2:13:57                                             | Caroline Kiptoo                                     | 2:39:10                                             |
| 2017      | 21 de mayo de 2017                                  | Jeffrey Eggleston                                   | 2:15:22                                             | Ayelu Lemma Geda                                    | 2:30:19                                             |
| 2018      | 20 de mayo de 2018                                  | Stephen Njoroge Mbure                               | 2:17:49                                             | Belainesh Zemedkun Gebre                            | 2:50:55                                             |
| 2019      | 19 de mayo de 2019                                  | Timothy Kemboi                                      | 2:17:59                                             | Clara Canchanya                                     | 2:47:33                                             |
| 2020-2021 | ediciones no realizadas por la pendemia de covid-19 | ediciones no realizadas por la pendemia de covid-19 | ediciones no realizadas por la pendemia de covid-19 | ediciones no realizadas por la pendemia de covid-19 | ediciones no realizadas por la pendemia de covid-19 |
| 2022      | 11 de septiembre de 2022                            | Cristhian Pacheco                                   | 2:09:07                                             | Abigael Jepkemboi                                   | 2:29:52                                             |
| 2023      | 21 de mayo de 2023                                  | Eulalio Muñoz                                       | 2:14:39                                             | Muliye Dekebo                                       | 2:29:53                                             |
| 2024      | 19 de mayo de 2024                                  | Dominic Letting                                     | 2:11:48                                             | Atsede Bayisa                                       | 2:24:46                                             |
| 2025      | 25 de mayo de 2025                                  | Dominic Letting                                     | 2:11:56                                             | Aberash Demisse                                     | 2:28:29                                             |

## Victorias por nacionalidad
| País           | Hombres | Mujeres | Total |
| -------------- | ------- | ------- | ----- |
| Kenia          | 12      | 5       | 17    |
| Perú           | 1       | 4       | 5     |
| Etiopía        | 0       | 5       | 5     |
| Bolivia        | 0       | 1       | 1     |
| Estados Unidos | 1       | 0       | 1     |
| Argentina      | 1       | 0       | 1     |